# 林惠珍
林惠珍（？—），臺灣女高音，活躍於台灣及東南亞樂壇，且是第一位以泰雅族原住民身分踏入樂壇的聲樂家。曾獲 V. Bellini 國際聲樂大賽第四獎，以及 G. B. Viotti 國際聲樂大賽決賽權。1992年獲選舊金山歌劇院太平洋之聲臺灣唯一入選者，赴舊金山歌劇院接受舞台訓練、觀摩及演出。
目前任教於國立臺北藝術大學音樂學系專任教授並兼任教於國立臺北教育大學音樂學系。

## 早期
出生於台灣省臺中市，國中時受女高音瑪麗亞·卡拉絲歌聲啟發。
國中時就讀音樂班，在家庭支持下至義大利留學五年。
畢業於國立臺灣藝術專科學校音樂科、義大利聖塞西莉亞音樂院。曾師事高橋雅子，申學庸， Alberta Valentini ， Ballani Sergio ， Giuseppe Morelli ，  Marlena Malas ， Thomas Grubb 等，也跟隨 Marcella Govoni 鑽研舞台表演藝術。

## 職業生涯
林惠珍自1989年在紐約卡內基音樂廳Weill Recital Hall舉行獨唱會後，開始演唱生涯。演出過的歌劇包括：普賽爾的《狄多與埃涅厄斯》; 亨伯定克的《糖果屋》; 梅諾第的《老處女與賊》; 浦契尼的《杜蘭朵公主》、《蝴蝶夫人》; 古諾的《羅蜜歐與茱麗葉》; 威爾第的《弄臣》、《法斯塔夫》; 莫札特的《魔笛》; 沃爾夫．費拉里的《蘇珊娜的秘密》。
中國當代歌劇則有：錢南章的《雷雨之夜》; 楊耀章和 Frank Maus 的《萬里長城》; 梁銘越的《九歌》以及馬水龍的《霸王虞姬》; 郭芝苑的《許仙與白娘娘》等。
林惠珍也在以下神劇或交響作品中擔任獨唱：韓德爾的《彌賽亞》;聖桑的《聖誕神劇》;海頓的《創世紀》;卡爾·奧夫的《布蘭詩歌》;孟德爾頌的《仲夏夜之夢》;貝多芬的《第九號交響曲》。
1993年二月在台北國家音樂廳與男高音卡列拉斯演唱《茶花女》中的飲酒歌。2001年與男高音何西·庫拉演唱《蝴蝶夫人》中的愛之二重唱。曾赴美國、 加拿大、哥斯大黎加、拉脫維亞、義大利、韓國、新加坡、澳門、上海等地演唱。
林惠珍於1990年回到台灣，在台北市社教館舉行回台第一場獨唱會。6月在國家演奏廳舉行第一屆樂壇新秀『玲瓏剔透』獨唱會。之後陸續舉辦的獨唱會包括：在1995年『聲之美』全省巡迴獨唱會。1996年，新竹縣立文化中心開館獨唱會。1997年，台南藝術學院及承奇音樂中心獨唱會。1998年，『悅之聲~義大利藝術歌曲』巡迴獨唱會。2000年也舉辦了一次『賞心悅目~義大利的歌劇世界』音樂演唱會。
其他獨唱會有：1999年，『吟詩誦詞~中國藝術歌曲』巡迴獨唱會。2001年，『心靈和鳴~杜巴克歌樂的一生』台北新舞台獨唱會。2002年10月五場『陶斯第的浪漫曲』獨唱會。2003年11月中旬『德國藝術歌曲之夜』三場獨唱會。12月與男中音白玉璽合作演唱整場歌劇選粹之夜『豐盈歲月』。2004年3月由陳中申指揮台北市立國樂團演唱『望雲的馬來姑娘』獨唱會。2005年3月『深情歌劇』獨唱會。2006年10月『夢幻的旋律法國藝術歌曲』獨唱會。2008年5月『情絮敘情~義大利歌曲獨唱會』。
這其間也時常到世界各國舉辦獨唱會，2002年，8 月在義大利的 Rapolano 市舉行二場獨唱會，以及一場與管絃樂團合作演唱的歌劇選粹。2003年，11月2日新加坡『美聲邀約』獨唱會。於新加坡與男高音于吉星演唱『歌劇詠唱』音樂會。2007年8月『香港荃灣中文藝術歌曲獨唱會』。
2012年9月，在許博允性騷擾翁若珮案中，翁偕林惠珍與林慈音同聲譴責之。

## 作品與獲得獎項
1999 年錄製有聲出版品，首張專輯『優美的中文藝術歌曲~訴情』獲行政院新聞局優良教育有聲出版品; 第二張專輯『動人的中文藝術歌曲~思情』獲第十一屆金曲獎最佳演唱人之殊榮; 第三張『感人的中文藝術歌曲~鄉情』也獲第十三屆金曲獎提名。目前錄製完成的有『義大利的浪漫曲』及『義大利古典歌曲集』等二張專輯。

## 外部連結
- 原住民的歌劇人生
- 數位典藏：林惠珍 （页面存档备份，存于）
- 林惠珍的歌劇人生
- 師資：林惠珍